# Blechnum asplenioides
Blechnum asplenioides är en kambräkenväxtart som beskrevs av Olof Peter Swartz. Blechnum asplenioides ingår i släktet Blechnum och familjen Blechnaceae. Inga underarter finns listade.